# Сухенко Ольга Петрівна
Сухенко Ольга Петрівна (19 жовтня 1971, м. Київ, Українська РСР, СРСР — 24 березня 2022, с. Мотижин, Бучанський район, Київська область, Україна) — староста села Мотижин, жорстоко вбита російськими окупаційними військами.

## Біографія
Народилася в Києві. У 1989 році закінчила Київську загальноосвітню школу № 127, а в 1994 — Київський комерційний коледж.
У 2011 році закінчила Київську державну академію водного транспорту (кваліфікація — спеціалістка з обліку і аудиту).
Працювала на Київському хлібзаводі № 11, продавчинею в ЗАТ «Ольга-К» м. Київ, вихователькою в Мотижинському дошкільному закладі.
В 2002 році обрана секретаркою Мотижинської сільської ради, в 2006 році — Мотижинською сільською головою Макарівського району Київської області.
З грудня 2020 року обіймала посаду старости села Мотижин Макарівської селищної громади Бучанського району Київської області.
Була одружена з Ігорем Сухенком, народила двох дітей — дочку Олену та сина Олександра.

## Російське вторгнення в Україну
Після окупації Мотижина російськими військами 27 лютого 2022 року Ольга Сухенко з родиною організувала вивезення людей, привозила в село медикаменти й хліб.
23 березня 2022 року російські військові провели обшук у будинку старости, забрали автомобіль. Згодом повернулись за Ольгою. Хотіли забрати лише її, але чоловік Ігор Сухенко наполіг, що поїде з нею. Ще за 6 годин забрали сина Олександра. Окупанти вивезли їх у невідомому напрямку.
26 березня 2022 року Офіс генпрокурора повідомив, що через викрадення російськими окупантами старости села Мотижин розпочато провадження за фактом порушення законів та звичаїв війни (ч. 1 ст. 438 КК України).
Тіла родини Сухенків були знайдені 2 квітня 2022 року в братській могилі після звільнення села від російських окупантів.

## Нагороди
- Орден «За мужність» III ступеня (2022, посмертно) — за значні заслуги у зміцненні української державності, мужність і самовідданість, виявлені у захисті суверенітету та територіальної цілісності України, вагомий особистий внесок у розвиток різних сфер суспільного життя, відстоювання національних інтересів нашої держави, сумлінне виконання професійного обов’язку[2]